# Somnambulisme
 (31 juillet 2020).
 Mise en garde médicale
Le somnambulisme est un trouble du sommeil appartenant à la famille des parasomnies. Les individus somnambules font l'expérience de déambulations nocturnes dans un état dissocié de conscience, pendant une phase de sommeil lent profond. Ces déambulations peuvent être sans danger comme s'asseoir sur le lit, marcher dans la salle de bains ou nettoyer des objets, ou au contraire hasardeuses comme faire la cuisine. Certaines études ont rapportées qu'un petit pourcentage de patients, sont capables de commettre une agression sexuelle, faire des gestes violents, voire causer un homicide,.
Le somnambulisme est un phénomène qui a fasciné l'humanité depuis des siècles. Il s'agit d'un état de conscience dans lequel une personne se lève et se déplace pendant son sommeil, en ayant généralement les yeux ouverts  et effectue des actions, dans un état de conscience dissociée. Les somnambules peuvent effectuer des tâches simples comme aller aux toilettes ou préparer un repas, mais ils peuvent également réaliser des actes plus complexes comme conduire une voiture ou avoir des conversations.
Le somnambulisme toucherait environ 3 % de la population mondiale, même si certaines personnes sont plus susceptibles que d'autres de développer ce comportement. Les enfants sont particulièrement touchés par le somnambulisme. Chez les adultes, le somnambulisme est plus rare, mais il peut persister jusqu'à l'âge adulte dans certains cas.
Les causes du somnambulisme ne sont pas encore bien comprises, mais plusieurs facteurs peuvent favoriser les crises. Le stress, le manque de sommeil, certains médicaments, les troubles du sommeil et la prédisposition génétique sont quelques-uns des déclencheurs courants. Le somnambulisme peut également être induit par d'autres conditions médicales telles que l'apnée du sommeil, le syndrome des jambes sans repos et la narcolepsie.
Un épisode somnambulique, se déroule pendant le stade 3 du sommeil lent, où les ondes cérébrales de la personne ralentissent, (ondes delta) la température corporelle baisse, la fréquence cardiaque et respiratoire ralentissent. Les somnambules peuvent effectuer des activités telles que cuisiner, nettoyer ou s'habiller, mais ils n'auront aucun souvenir de ces événements le lendemain. Certains cas ont été rapportés, de somnambules étant sortis de chez eux, allant jusqu'à conduire des véhicules.
Bien que le somnambulisme soit généralement considéré comme inoffensif, il peut présenter des risques si la personne effectue des activités potentiellement dangereuses pendant son sommeil. Par exemple, ils peuvent se blesser ou blesser d'autres personnes en conduisant une voiture ou en utilisant des objets pointus. Il est important que les personnes somnambuliques prennent des mesures de sécurité telles que verrouiller les portes et les fenêtres, retirer les objets dangereux de leur environnement et éviter les activités qui pourraient les mettre en danger.

## Étymologie
Le mot « somnambule » est composé du latin somnus (« sommeil ») et de -ambule, du verbe ambulare (« se promener »). Ensemble, le préfixe et le suffixe signifient « se promener en dormant ». On trouve en anglais le terme « sleepwalking » (« marcher en dormant »), et en allemand le terme « Mondsüchtigkeit » (littéralement « dépendant de la lune », « lunatique »).
La première définition apparaît en 1688 : « personne qui se lève tout endormie et qui marche, agit, parle sans s'éveiller ».

## Physiopathologie

### Généralités
Bien que certains cas de somnambulisme consistent à répéter de simples gestes, des comportements complexes sont occasionnellement rapportés lors des crises, même si leur légitimité est souvent débattue.
Généralement, les personnes somnambules présentent une amnésie partielle ou complète de l'épisode. Bien que leurs yeux soient ouverts, leur expression faciale est neutre. Le somnambulisme peut durer de 30 secondes à 30 minutes.

### Apparition de la pathologie
Les premières crises de somnambulisme peuvent apparaître avant 6 ans ou après 10 ans mais sont surtout présentes à l'âge adulte. Lorsque l'on tente de calmer, retenir, réveiller ou consoler le somnambule, celui-ci peut devenir encore plus agressif. Le somnambulisme survient généralement durant de courtes périodes de transition entre les phases 3 et 4 du sommeil, ou sommeil profond. Cette phase correspond au premier tiers du cycle du sommeil.
Les somnambules ont une régulation anormale des ondes courtes (observables sur un encéphalogramme). Cette régulation est liée au système thalamo-cortical, qui engendre une paralysie musculaire naturelle durant le sommeil.
Ainsi, des séries d'événements moteurs complexes peuvent intervenir sans que le sujet soit conscient. Le somnambulisme nocturne est fréquemment associé à la somnolence diurne.

### Chez l'enfant
Des cas de somnambulisme sont communs chez les enfants et sont moins fréquents avec l'âge. D'après Lavie, Malhotra et Pillar, le somnambulisme est répandu chez les 4–8 ans, dont la prévalence est estimée à 20 %. Il est également rapporté qu'« entre 25–33 % des somnambules souffrent d'énurésie nocturne ». Comme pour le somnambulisme, l'énurésie est répandue chez les enfants et est moins fréquente avec l'âge. Certains enfants somnambules sont affectés par des terreurs nocturnes. Cependant, ces terreurs nocturnes sont plus répandues chez les adultes, soit 50 % d'entre eux souffrant de somnambulisme. Certains parents s'inquiètent du comportement exposé par l'enfant durant ses périodes de somnambulisme, mais Larissa Hirsch, rédactrice du site anglophone KidsHealth, explique que « le somnambulisme chez l'enfant n'est pas un signe de trouble émotionnel ou psychologique. Et aucun trouble émotionnel ne peut être causé. »
L'amnésie est caractéristique du somnambulisme des enfants alors que 70 à 80 % des adultes se souviennent de leur somnambulisme nocturne. Il tend à disparaître au bout de quelques mois ou à la puberté chez les enfants.

### Chez l'adulte
La prévalence du somnambulisme chez les adultes est de 3 %, avec des écarts nets dans certains pays.
Chez l'adulte, le somnambulisme peut avoir des causes psychologiques (notamment en période de stress) ou des causes psychiques [réf. nécessaire].

Des prédispositions génétiques ont récemment été envisagées après des études menées par l'hôpital universitaire de Berne, 80 % des somnambules ayant au moins un parent atteint du même trouble. Un gène spécifique aux somnambules a été découvert. Un chercheur a réalisé une étude portant sur 74 personnes atteintes de somnambulisme : il a découvert que 50 % d’entre elles possédait un gène appelé HLA DQB1*05 qui fait partie des gènes impliqués dans la régulation du système immunitaire : ces gènes permettent de faire la distinction entre les cellules de l’organisme et celles qui lui sont étrangères. Mais il reste encore à définir la relation exacte entre le somnambulisme et ce gène. En conséquence on peut se demander si le somnambulisme peut être en relation avec un réseau métabolique complexe impliqué dans une maladie auto-immune ; c’est-à-dire provoqué par un mauvais fonctionnement du système de protection de l’organisme.

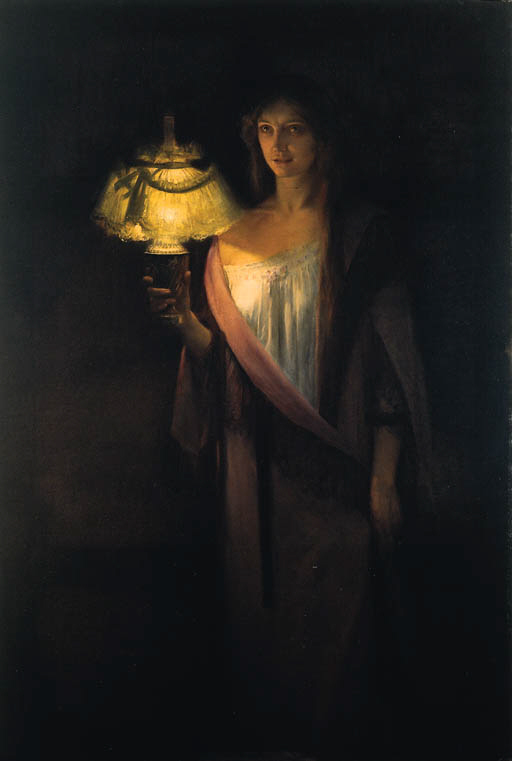
Édouard Rosset-Granger, La Somnambule (1897).

### Les types de somnambulisme
Le somnambulisme simple : il existe deux cas comportementaux. Pour le premier, l’enfant ou l’adulte s’assoit sur son lit tout en exécutant des gestes plus ou moins adroits. De temps en temps, il peut se mettre à parler. Dans le deuxième cas, le somnambule se lève et déambule dans l’habitation pour ensuite retourner spontanément dans son lit. Ses yeux sont grands ouverts et son regard est inexpressif. Si on lui parle, il peut répondre, il peut même exécuter des ordres mais aussi rester de marbre. Parfois, il peut réaliser des actes relativement élaborés, éviter des meubles, descendre des escaliers, attendre quelque chose, vider une armoire, fouiller le réfrigérateur, se mettre à manger, faire la vaisselle, ou uriner dans un coin ; voire chez les adultes, conduire un véhicule. Sauf dans cette dernière situation, ce type de somnambulisme n’est pas dangereux et se déroule tout au plus une fois par mois durant 10 minutes[réf. nécessaire]. Si le somnambule commet des actes dangereux pour lui ou pour son entourage, il s’agit alors du second type de manifestation.
Le somnambulisme à risque: c’est une forme accentuée du somnambulisme simple. Des activités sexuelles parasomniaques (sexsomnie) parfois délictueuses, voire criminelles ont été reconnues,,.
 La durée dépasse 10 minutes, la fréquence est de 2 à 3 fois par semaine et les actes du somnambule sont dangereux. Par exemple, il peut utiliser un couteau, faire des gestes violents qui peuvent le blesser lui et son entourage ou bien, par sa maladresse, il peut tomber (d'une mezzanine ou des escaliers). Lors de ce type de somnambulisme dangereux, les risques de défenestration sont courants.
Le troisième type est nommé le somnambulisme dissociatif.

### Conscience et somnambulisme
Le somnambule est dans un état neurovégétatif (inconscient): il s'invente souvent un univers en rapport direct avec les événements de sa vie. Il peut réaliser des activités plus intenses que dans les autres types de somnambulisme. Le cas le plus impressionnant s'est semble-t-il terminé par le suicide d'un sujet en phase de sommeil avancé[réf. nécessaire].
C'est un état de sommeil semblable à l'hypnose. Il se produit à ces moments une activité intense du cerveau comparable à celle produite par des drogues enthéogènes (LSD, champignons hallucinogènes, techniques chamaniques). Le sujet peut alors tenir des propos très cohérents pour lui mais incompréhensibles pour les autres. C'est le type de somnambulisme qui manifeste le plus de dialogue verbal dit dissociatif car le sens profond de chaque phrase trouve son explication dans les « connexions », soit pour résumer de manière non exhaustive, les sensations, émotions, impulsions, rythmes, spatialisation et temporalisation au cours des stimulations symboliques de l'individu, toujours interprétées de façons très sonores et imagées. Ce type de somnambulisme est le plus rare (10 % des études) et le plus impressionnant à observer.

## Traitement
Il existe plusieurs façons de traiter le somnambulisme, notamment :
1. améliorer la qualité du sommeil : établir des habitudes de sommeil régulières, éviter la caféine et l'alcool avant le coucher et créer un environnement de sommeil relaxant peut aider à réduire la survenue de somnambulisme ;
2. réduction du stress : la pratique de techniques de réduction du stress telles que la méditation, le yoga ou des exercices de respiration profonde peut aider à gérer les niveaux de stress et à minimiser le risque de somnambulisme ;
3. médicaments : dans certains cas, des médicaments peuvent être prescrits pour réguler les habitudes de sommeil et réduire l'incidence du somnambulisme ;
4. thérapie comportementale : un thérapeute peut travailler avec l'individu pour développer des stratégies pour gérer son somnambulisme, comme établir des limites et établir des routines ;
5. modifications environnementales : apporter des modifications à l'environnement de l'individu, comme l'installation de serrures ou d'alarmes, peut aider à prévenir les comportements dangereux pendant les épisodes somnambuliques.

Il n'y a pas eu d'essais cliniques pour montrer que toute intervention psychologique ou pharmacologique est efficace dans la prévention des épisodes de somnambulisme. En dépit de cela, un large éventail de traitements a été utilisé avec des somnambules. Les interventions psychologiques ont inclus la psychanalyse, l'hypnose, programmée ou veille anticipative, la formation de l'affirmation, la formation de relaxation, la gestion des sentiments agressifs, l'hygiène du sommeil, le conditionnement classique (y compris les chocs électriques) et la thérapie par le jeu. Les traitements pharmacologiques ont inclus un anticholinergique (bipéridène), antiépileptiques (carbamazépine, valproate), un antipsychotique (quétiapine), les benzodiazépines (clonazépam, le diazépam, flurazépam, imipramine, et triazolam), la mélatonine, un inhibiteur de la recapture de la sérotonine (paroxétine), un barbiturique (amytal de sodium) et des herbes.
Par ailleurs, il n’existe aucune étude démontrant que réveiller un somnambule puisse être nocif ou non, ou que le somnambule soit susceptible d'être désorienté lorsqu’on le réveille, le somnambulisme se produisant pendant la phase la plus profonde du sommeil. Contrairement à d'autres troubles du sommeil, le somnambulisme n'est pas associé à des problèmes comportementaux ou émotionnels diurnes — et ce peut-être parce que le sommeil du somnambule n'est pas perturbé : à moins d'être réveillé, le sujet reste dans un état de sommeil.

## Aspect juridique
Le principe de la responsabilité pénale nécessite de déterminer le degré de conscience, de liberté ou d'intention.
La responsabilité pénale d'un individu n'est engagée que lorsqu'il est doté de discernement ou du contrôle de ses actes lors de la commission des faits (article 122-1 du Code pénal).
La responsabilité civile, quant à elle, ne s'intéresse pas à la conscience de l'individu lors de la commission du dommage (article 414-3 du Code civil).
Dès lors, celui qui commet un dommage est obligé de le réparer, qu'il souffre ou non d'un trouble mental.

## Dans les arts

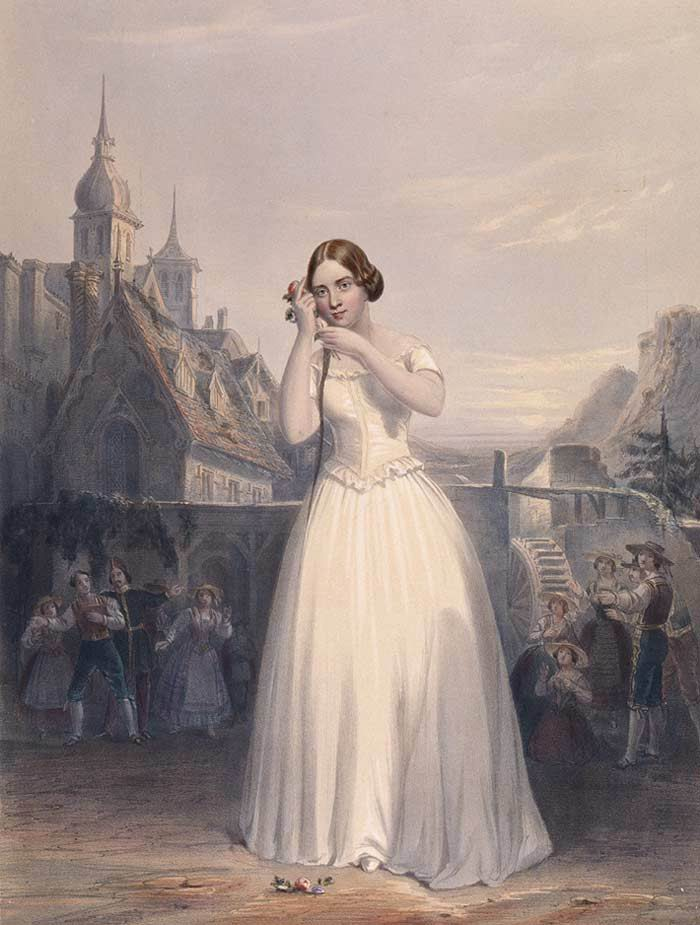
Jenny Lind dans le rôle de Amina.

### Opéras
- L'air Ah ! non credea mirarti de La sonnambula de Vincenzo Bellini est le dénouement heureux de l'opéra puisque l'air de somnambulisme n'est ici qu'un moyen pour Amina d'exprimer sa tristesse et son innocence[21].
- L'air Una macchia e qui tuttora dans Macbeth de Verdi fait aussi référence au somnambulisme. L'issue y est néanmoins différente, l'air étant le moyen pour Verdi de montrer la méchanceté du personnage[21].

### Théâtre
- Macbeth de Shakespeare narre l'histoire qui a inspiré plus tard Verdi. Lady Macbeth participe avec son mari à différents crimes. La scène du somnambulisme (Acte V Scène 1) est le moment où elle se remémore à voix haute les actes qu'elle a commis[22].

### Peinture
- Johann Heinrich Füssli, peintre romantique, a exploré la dimension onirique à travers deux tableaux : Lady Macbeth somnambule et Le Cauchemar.
- John Everett Millais peint en 1871 Le Somnambule[23].
- Édouard Rosset-Granger peint La Somnambule (1897).

### Sculpture
- Peintre et sculpteur Henri de Miller expose à La Défense depuis 1983 une sculpture intitulée Le Somnambule[24].

### Littérature
- Dracula de Stocker : le personnage de Lucy Westenra est somnambule. Alors qu'elle en crise de somnambulisme, le comte Dracula l'attire et l'attaque.